# Gérard Leretour

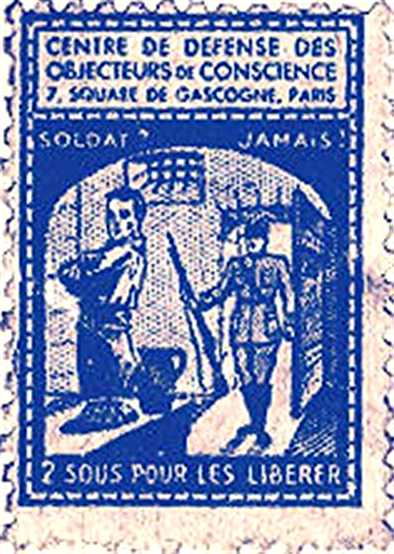
Timbre édité par le Centre de défense des objecteurs de conscience (sans doute en 1936).

Gérard Leretour, né le 8 novembre 1909 à Le Houlme (Seine-Inférieure) et mort le 29 août 1990 à Bulnes (Chili), est un antimilitariste, objecteur de conscience libertaire français et fondateur de la Ligue des objecteurs de conscience, future section française de l’Internationale des résistants à la guerre (IRG).
En 1929, il est appelé à faire son service militaire. Il refuse d’y aller. Arrêté, il entame une grève de la faim, est interné à l’asile et s'en évade pour s'exiler en Belgique. Après une nouvelle grève de la faim, il est réformé en 1933. Il est le premier à ouvrir une brèche dans le caractère obligatoire du service militaire.

## Biographie
Il naît dans une famille ouvrière normande.
Pour fuir la conscription, il s'installe à Bruxelles, où il fait la connaissance de Hem Day.
En 1929, il est jugé en France par contumace, par un tribunal militaire, pour son insoumission.
Il se constitue prisonnier le 5 janvier 1933, il est alors incarcéré à Paris, où il commence une grève de la faim,,. Après 16 jours de grève de la faim, il est réformé pour « inaptitude psychologique au métier des armes ».
Il crée en juillet 1933, avec l'anarchiste Eugène Lagomassini dit Lagot, la Ligue des objecteurs de conscience qui deviendra la section française de l'Internationale des résistants à la guerre.
À la fin de l’année 1933, il est arrêté avec Albert Daunay pour avoir mutilé la statue de Paul Déroulède (fondateur de la Ligue des patriotes) dans un square de Paris afin d'attirer l'attention sur un objecteur de conscience emprisonné et en grève de la faim,. Il est condamné à un an de prison et Daunay à six mois,. Il fait une nouvelle grève de la faim pour obtenir le statut de prisonnier politique.
La Ligue des objecteurs est dissoute officiellement après cette affaire. Il la reconstitue, en 1936, sous le nom de Centre de défense des objecteurs de conscience et publie à partir du 25 novembre le journal Rectitude, « organe des pacifistes d'action ».
En 1936, lorsque éclate la révolution sociale espagnole, il participe au Comité pour l'Espagne libre créé par Louis Lecoin. Il écrit au Président de la République espagnole : « J'ai l'honneur, au nom de la Ligue des objecteurs de conscience, de vous demander l'autorisation de participer à la défense du peuple espagnol attaqué par les mercenaires du fascisme international. »
En 1937, il est à nouveau incarcéré pour des propos tenus lors d'une conférence au Mans.
En octobre, il publie un numéro du journal L'Insurgé, le vrai.
En 1939, fuyant la mobilisation, il s'exile au Chili où il se fixe et continue à correspondre avec Louis Lecoin jusque dans les années soixante.
Selon Léo Campion, Leretour aurait été franc-maçon.